# Руис де Аларкон, Хуан
Хуа́н Руи́с де Аларко́н-и-Мендо́са (исп. Juan Ruiz de Alarcón y Mendoza; 1581?, Таско-де-Аларкон — 4 августа 1639, Мадрид) — испанский драматург и поэт, адвокат по профессии; автор 26 пьес, самые известные из которых — «Сомнительная правда» и «Ткач из Сеговии».

## Биография
О жизни Аларкона известно мало. Современники его едва знали, а после смерти имя драматурга вообще было забыто, пока о нём не вспомнили два века спустя.
Хуан Руис де Аларкон родился в 1581 году в Мексике. В 1600 году он переехал в Испанию, где окончил Саламанкский университет. В 1604 году вернулся в Мексику и в течение десяти лет вёл адвокатскую практику. В 1614 снова приехал в Испанию, в 1625 году, занял пост в Совете по делам Индии.

## Творчество
Опубликованные Аларконом пьесы можно разделить на пять групп:
- комедии-интриги (написанные в подражание Лопе де Вега и Тирсо де Молина);
- комедии характеров;
- героические драмы;
- исторические трагедии;
- комедии на фантастические темы.

Создание и разработку жанра комедии характеров приписывают именно Аларкону, хотя он и следовал канонам и традициям испанской драматургии, утвержденным Лопе де Вега. Особенностью нового жанра являлось активное участие в сюжете психологических качеств героев. На одном из таких качеств — неуёмной любви лгать всем и во всём — основан сюжет самой известной пьесы Аларкона «Сомнительная правда» (исп. La verdad sospechosa). Эта пьеса повлияла на творчество драматургов других стран. Так, Пьер Корнель восхищался комедией настолько, что, основываясь на её сюжете, в 1642 году написал своего «Лжеца» (фр. Le menteur). Мольер же признавался, что не будь пьесы Корнеля, «Мизантроп» (фр. Le Misanthrope, 1666) не появился бы на свет.
Историко-героические пьесы Аларкона проникнуты популярной для драматургии абсолютистской Испании духом преданности королю, ярко выражена буржуазная идеология.

### Произведения
- В 1628 г. он издал первый том своих драматических произведений из 8 комедий («Comedias», Мадрид), который посвятил «простонародной публике»[6].
- В 1634 г. прибавил ещё 12 пьес и предисловие, из которого видно, что он всё ещё не добился известности. Он уверяет даже, что ему стоило больших трудов заставить признать свои авторские права.[6]

Аларкон пробовал свои силы почти во всех родах драматической поэзии, бывших в ходу в его время. Особенно замечательны его героические драмы, из которых лучшими считаются (обе основанные на чувстве верности королю):
- «Как добывать друзей» («Lo que mucho valo mucho cuesta» или «Ganar amigos»);
- «Ткач из Сеговии» («El tejedor de Segovia»), состоит из двух частей. В первой, принадлежность которой Аларкона отвергается и которая в художественном отношении стоит ниже второй, герой, Фернандо Рамирес, является жертвой величайшей несправедливости своего государя, который на основании ложного доноса осуждает отца его на смерть. Во второй части пьесы Рамирес выступает в роли вождя разбойников, который наводит ужас на всю Гвадарраму, но в то же время оказывает своему неблагодарному монарху драгоценные услуги в решительный момент битвы с маврами. Из уст своего умирающего врага и доносчика он вырывает такие доказательства невинности своего отца и своей собственной, что ему возвращаются все королевские милости. Рамирец, в сущности, тот же Карл Моор, но перенесенный в отдаленную и грубую эпоху, он понятнее и правдоподобнее шиллеровского героя.

Аларкон проявил глубокий талант и в создании типов, полных жизни; его можно признать даже творцом «комедии нравов» (comedia de costumbres):
- «И стены имеют уши» («Las paredes oyen»);
- «Нет худа без добра»;
- «Сомнительная правда» («La verdad sospechosa»), — из этой комедии Корнель заимствовал сюжет своего «Menteur» («Лжец»), которым было положено начало классической французской комедии (1642).

Пьесы, основанные собственно на интриге:
- «Испытание мужей» («Examen de maridos»).
- Из трёх волшебных комедий Аларкона лучшей считается «La prueba de las promesas»[7].

Так называемых «ауто» Аларкон, по-видимому, не писал, хотя мистико-аскетическое направление заметно в его «El Auticristo» и «Quien mal anda en mal acaba».

## «Сомнительная правда»
- Хуан Руис де Аларкон. Сомнительная правда. Перевод с испанского М. Лозинского Л. Искусство 1941 г. 200с.
- Хуан Руис Де Аларкон. Сомнительная правда. Перевод М. Лозинского. Библиотека всемирной литературы. Испанский театр. М., «Художественная литература», 1969